# Columba larvata
Columba larvata là một loài chim trong họ Columbidae.